# Parallowithius deserticola
Espèce
Synonymes
- Allowithius deserticola Beier, 1947

Parallowithius deserticola est une espèce de pseudoscorpions de la famille des Withiidae.

## Distribution
Cette espèce est endémique de Namibie. Elle se rencontre vers Okahandja.

## Description
Le mâle holotype mesure 2 mm.

## Publication originale
- Beier, 1947 : Zur Kenntnis der Pseudoscorpionidenfauna des südlichen Afrika, insbesondere der südwest- und südafrikanischen Trockengebiete. Eos, Madrid, vol. 23, p. 285-339 (texte intégral).